# Серис, Джордж Уильям
Джордж Уильям Се́рис (англ. George William Series; 22 февраля 1920 — 2 января 1995) — английский физик, известный своими работами по оптической спектроскопии атома водорода. Член Лондонского королевского общества.

## Детство и учеба
Се́рис родился в Буши-Хит (Bushey Heath — это большой район к юго-востоку от Буши на границе с лондонским районом Харроу со статусом боро), входящий северный пригород Лондона Хартфордшир, в семье Уильяма Сериса (1892—1959) и его жены Алисы (1889—1976), урождённой Кростуэйт. В 10 лет он выиграл стипендию в Школе королевы Марии для мальчиков в Бейзингстоке (Basingstoke) (Grammar School Queen Mary’s Basingstoke), а затем в классической английской латинской школе (Reading School). В 1938 году он получил открытую стипендию и поступил в колледж Святого Иоанна (Оксфордский университет), а в 1947 году он окончил университет с отличием, его учёба была прервана Второй мировой войной (во время Серии войн, он отказался служить по убеждениям и служил в английском Отделении скорой помощи союзников (Friends' Ambulance Unit) в Египте, Италии и в Югославии). Он получил степень магистра и доктора философии в Оксфорде в 1950 году.

## Карьера
Се́рис стал университетским лектором в 1951 году и научным сотрудником St Edmund Hall в 1954 году. За это время он изучил структуру атома водорода, став «мировым авторитетом в данной области». В 1950-х и 1960-х годах он использовал методы, разработанные Альфредом Кастлером в Париже и продемонстрировал, что излучение от когерентной суперпозиции возбужденных состояний атомов будет демонстрировать интерференционные эффекты, известные как «квантовые биения». Группа важных статей по этой теме принесла Се́рису международное признание.
В 1968 году он принял кафедру в Reading University, которую занимал до выхода на пенсию в 1982 году. В 1972 году Серис был приглашенным профессором Уильяма Эванса в Университет Отаго; в 1982 году Индийская академия наук присвоила ему звание профессора, приглашенного Раманом, а в 1984 году он стал почётным членом Индийской академии наук.
Серис был избран членом Королевского общества в 1971 году и Королевского астрономического общества в 1972 году. В 1982 году он получил премию Уильяма Ф. Меггерса и медаль Оптического общества Америки.
Серис умер в Оксфорде в 1995 году.

## Семья
С женой Аннет (дочерью Джона Эдварда Пеппера, (гражданской служащей) Серис познакомился в Оксфорде; где она читала современные языки в Оксфордском колледже Св. Хильды, и они поженились 21 декабря 1948 года. У них было 4 детей: 3 сына Роберт, Джон и Хью, и дочь Каролина Серис (Caroline Series 'Caroline), которая стала видным математиком и членом Королевского общества. Его внук — дирижёр и композитор Берти Байгент (Bertie Baigent).

## Избранные работы
- Spectrum of Atomic Hydrogen (Спектр атомарного водорода), 1957 год
- Laser Spectroscopy and other topics (Лазерная спектроскопия и другие темы), 1985 год
- Spectrum of Atomic Hydrogen: advances (Спектр атомарного водорода: достижения), 1988 год